# غاريث إيفانز (كاتب)
غاريث إيفانز (بالإنجليزية: Gareth Evans) (و. 1980  م) هو مونتير، وكاتب سيناريو، ومخرج أفلام، ومنتج أفلام من المملكة المتحدة، وويلز، بدأ مشواره المهني سنة 2003.

## التعليم
تعلم في يونيفيرسيتي اوف جلامورجان.

## وصلات خارجية
- غاريث إيفانز على موقع IMDb (الإنجليزية)
- غاريث إيفانز على موقع ألو سيني (الفرنسية)
- غاريث إيفانز على موقع أول موفي (الإنجليزية)
- غاريث إيفانز على موقع بوكس أوفيس موجو (الإنجليزية)
- غاريث إيفانز على موقع قاعدة بيانات الأفلام السويدية (السويدية)
- غاريث إيفانز على موقع قاعدة بيانات الفيلم (الإنجليزية)
- غاريث إيفانز على موقع كينوبويسك (الروسية)